# Laryssa Héniouch
Œuvres principales
La Confession (Споведзь)
Laryssa Héniouch (en biélorusse : Ларыса Геніюш), née Laryssa Miklachévitch (Ларыса Міклашэвіч) le 9 août 1910 à Jlobawtsy, dans le gouvernement de Grodno (Empire russe), et morte le 7 avril 1983 à Zelva (URSS), est une écrivaine, poétesse et dissidente biélorusse. Elle fut aussi femme politique, secrétaire de la République populaire biélorusse en exil.

## Biographie
Figure de l'opposition au totalitarisme soviétique, elle est enlevée à Prague en 1948 par les services secrets soviétiques et envoyée à Minsk où elle sera jugée. On l'accuse de participation au Comité biélorusse d'entraide, au Deuxième congrès biélorusse organisé en 1944 par les autorités allemandes.
Après avoir passé huit ans au goulag, elle revient en RSS de Biélorussie, mais refuse d'adopter la citoyenneté soviétique : elle restera citoyenne de la République populaire biélorusse. Ses demandes d'exil vers la Tchécoslovaquie et la Pologne resteront lettre morte.
À sa mort, elle laissera plusieurs recueils de poésie et un témoignage sur la vie au goulag, La Confession (Споведзь).
Après l'indépendance de la république de Biélorussie, son nom n'est pas réhabilité. Elle est toujours traitée de « collaboratrice des Allemands » et donc absente de toute encyclopédie. Aucune rue ne porte son nom. De plus, d'après le Comité biélorusse d'Helsinki, ses œuvres sont exclues du programme de littérature biélorusse par décision du ministère de l'Éducation.